# Панасівська сільська рада (Липоводолинський район)
Пана́сівська сільська́ ра́да — адміністративно-територіальна одиниця та орган місцевого самоврядування в Липоводолинському районі Сумської області. Адміністративний центр — село Панасівка.

## Загальні відомості
- Населення ради: 1061 особа (станом на 2001 рік)

## Населені пункти
Сільській раді підпорядковані населені пункти:
- с. Панасівка
- с. Липівка
- с. Столярове

## Склад ради
Рада складається з 12 депутатів та голови.
- Голова ради: Омельченко Михайло Васильович
- Секретар ради:

### Керівний склад попередніх скликань
| Прізвище, ім'я, по батькові      | Основні відомості                                                                                                | Дата обрання | Дата звільнення |
| -------------------------------- | --- | ------------ | --------------- |
| Биховський Михайло Володимирович | Сільський голова, 1979 року народження, освіта середня спеціальна, член Всеукраїнського об'єднання «Батьківщина» | 26.03.2006   | 31.10.2010      |
| Биховський Михайло Володимирович | Сільський голова, 1979 року народження, освіта середня спеціальна, член Всеукраїнського об'єднання «Батьківщина» | 31.10.2010   | 25.10.2015      |
| Омельченко Михайло Васильович    | Сільський голова, 1960 року народження, освіта середня спеціальна, безпартійний.                                 | 25.10.2015   |                 |

Примітка: таблиця складена за даними сайту Верховної Ради України та ЦВК

### Депутати VII скликання
За результатами місцевих виборів 2015 року депутатами ради стали:

#### За суб'єктами висування
| Суб'єкт висування | Кількість обраних депутатів | %      |
| ----------------- | --------------------------- | ------ |
| Самовисування     | 12                          | 100.00 |

#### За округами
| № округу | Прізвище, ім'я, по батькові        | Ким висунуто  | Дата нар.  | Освіта              | Партійна приналежність | Відомості                                          |
| -------- | ---------------------------------- | ------------- | ---------- | ------------------- | ---------------------- | -------------------------------------------------- |
| 1        | Безкоровайний Володимир Васильович | Самовисування | 09.08.1967 | професійно-технічна | безпартійний           | АТП 15927, водій                                   |
| 2        | Грибіник Оксана Юріївна            | Самовисування | 22.10.1980 | професійно-технічна | безпартійна            | Панасівська ЗОШ І-ІІ ст., повар                    |

| 3        | Сай Таїса Григорівна               | Самовисування | 31.05.1963 | середня спеціальна  | безпартійна            | Панасівська сільська рада, секретар                |
| 4        | Дмитренко Олена Анатоліївна        | Самовисування | 27.05.1960 | професійно-технічна | безпартійна            | ПП Дідковська, продавець                           |
| 5        | Стешенко Людмила Василівна         | Самовисування | 19.02.1982 | вища                | безпартійна            | Панасівська сільська рада, бухгалтер               |
| 6        | Кравцов Андрій Сергійович          | Самовисування | 28.09.1991 | вища                | безпартійний           | Панасівська ЗОШ І-ІІ ст., вчитель                  |
| 7        | Кобзаренко Світлана Миколаївна     | Самовисування | 06.06.1963 | професійно-технічна | безпартійна            | Не працює                                          |
| 8        | Каценко Зоя Василівна              | Самовисування | 06.05.1978 | середня спеціальна  | безпартійна            | Відпустка по догляду за дитиною, художній керівник |
| 9        | Омельченко Олександр Анатолійович  | Самовисування | 04.11.1985 | загальна середня    | безпартійний           | Не працює                                          |
| 10       | Литовченко Світлана Ільківна       | Самовисування | 04.07.1974 | професійно-технічна | безпартійна            | Відпустка по догляду за дитиною, не працює         |
| 11       | Дмитренко Валентина Володимирівна  | Самовисування | 05.04.1969 | середня спеціальна  | безпартійна            | Панасівська сільська рада, спеціаліст              |
| 12       | Литовченко Олександр Петрович      | Самовисування | 30.10.1970 | професійно-технічна | безпартійний           | Не працює                                          |